# Constantin Daniel Rosenthal

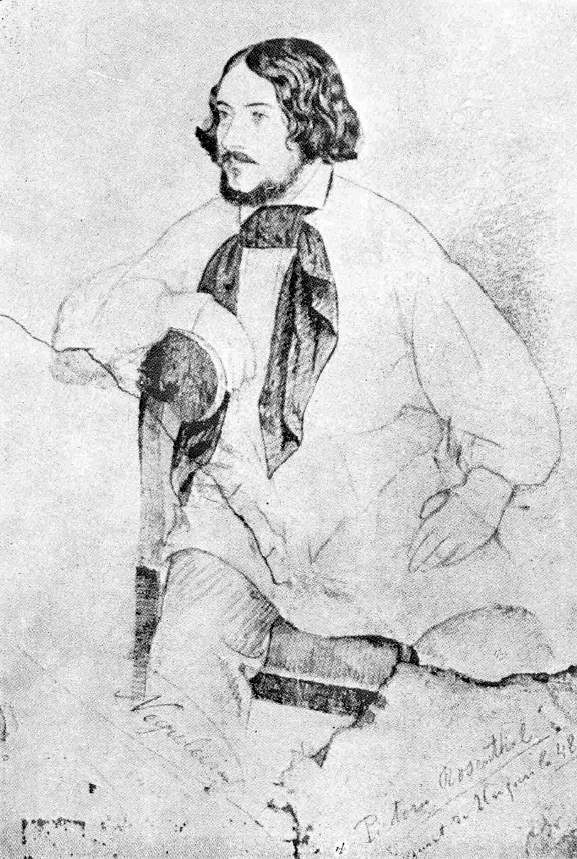
Constantin Daniel Rosenthal (c. 1840).

Constantin Daniel Rosenthal (Pest, 1820 – 23 luglio 1851) è stato un pittore, scultore e rivoluzionario del 1848 austriaco, ebreo di nascita, meglio conosciuto per i suoi ritratti e la sua scelta di soggetti del nazionalismo romantico rumeno.

## Biografia

### Inizio carriera

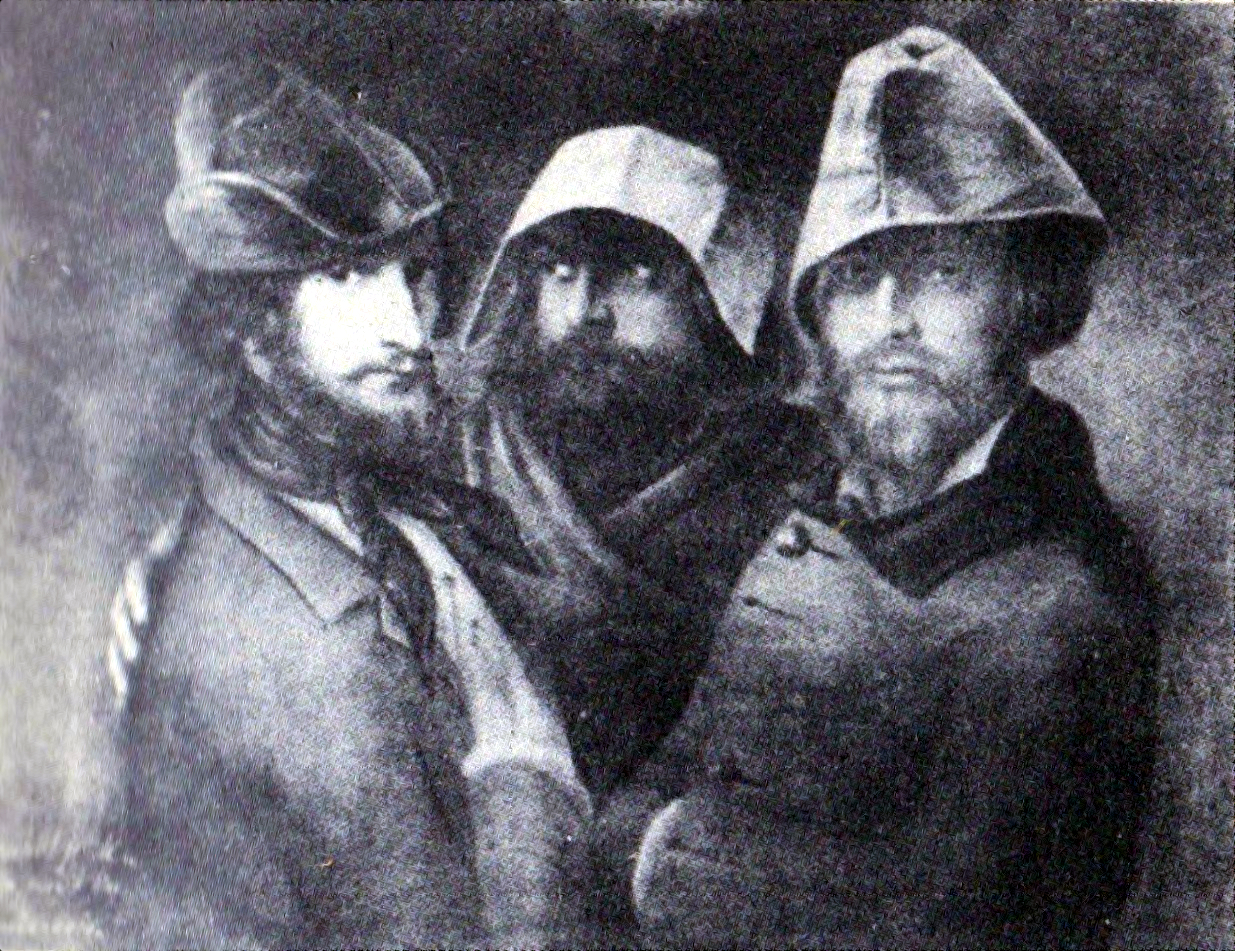
Litografia di un ritratto di gruppo di Rosenthal. Da sinistra: Rosenthal (che indossa un berretto frigio), CA Rosetti e un rivoluzionario sconosciuto

Nato in una famiglia di mercanti ebrei a Pest (parte dell'Impero austriaco dell'epoca), lasciò la città all'età di diciassette anni per frequentare l'Accademia di belle arti di Vienna, dove studiò disegno archeologico (diplomandosi nel 1839) e conobbe il pittore Ioan D. Negulici. Rosenthal arrivò a Bucarest, la capitale della Valacchia, intorno al 1842, dove probabilmente fu incaricato di dipingere il primo di una lunga serie di ritratti di boiardi. Fu introdotto nei circoli liberali - radicali di Negulici, diventando molto vicino a C.A. Rosetti. Insoddisfatto della sua tecnica di pittura ad olio, partì per la Francia alla fine del 1844, frequentò corsi d'arte a Parigi e iniziò a frequentare riunioni di studenti valacchi e moldavi che esprimevano ideali nazionalisti e radicali. Era accompagnato da Rosetti, che elogiò l'etica del lavoro di Rosenthal:
 Questa è la data più probabile del suo ritratto multiplo, conservata solo nella sua interpretazione litografica, che mostra Rosetti che abbraccia lo stesso Rosenthal e una terza persona sconosciuta - Rosenthal si è dipinto con un berretto frigio.

### Rivoluzione valacca
Nel 1846, il profitto delle sue opere gli persime di fare un viaggio in Inghilterra; al suo ritorno a Parigi, fu informato della miseria finanziaria della sua famiglia e partì per Budapest all'inizio del 1847, per poi partire in estate per Mehadia, e poi, in agosto, per Bucarest. Rosenthal si unì di nuovo ai circoli radicali, questa volta come membro della società segreta Frăţia, che a quel punto si presentava come una società letteraria presieduta da Iancu Văcărescu, e fu incaricato da Vasile Alecsandri di dipingere un ritratto della defunta Elena Negri dopo una dagherrotipia. Eseguì anche il ritratto di Anica Manu, la moglie dell'agha Iancu Manu.
Allo scoppio della rivoluzione, Rosenthal fu risparmiato dalla prima ondata di repressione ordinata dal principe Gheorghe Bibescu, dato che aveva con sé un passaporto austriaco. Il 18 giugno 1848, subito dopo l'entrata in vigore del governo provvisorio, Rosenthal fece domanda per la cittadinanza valacca (in teoria, rumena - poiché il nuovo organo amministrativo indicava il suo obiettivo nell'unione dei due principati danubiani); il documento che gli conferiva il diritto di naturalizzazione lo giustificava come "prendere in considerazione il suo talento e la parte attiva che interpretava nella rivoluzione". Nella sua corrispondenza con Rosetti, in seguito testimoniò: "Non avrei mai pensato che potessi essere così valacco come sono ora".
Il governo gli assegnò la progettazione di un arco trionfale a Bucarest, uno destinato a segnare il successo della rivoluzione, e, probabilmente, la realizzazione di una Statua della Libertà. Quest'ultimo progetto sopravvisse solo in un acquerello di Theodor Aman, Dezrobirea Ţiganilor ("La liberazione degli zingari").

### Esilio

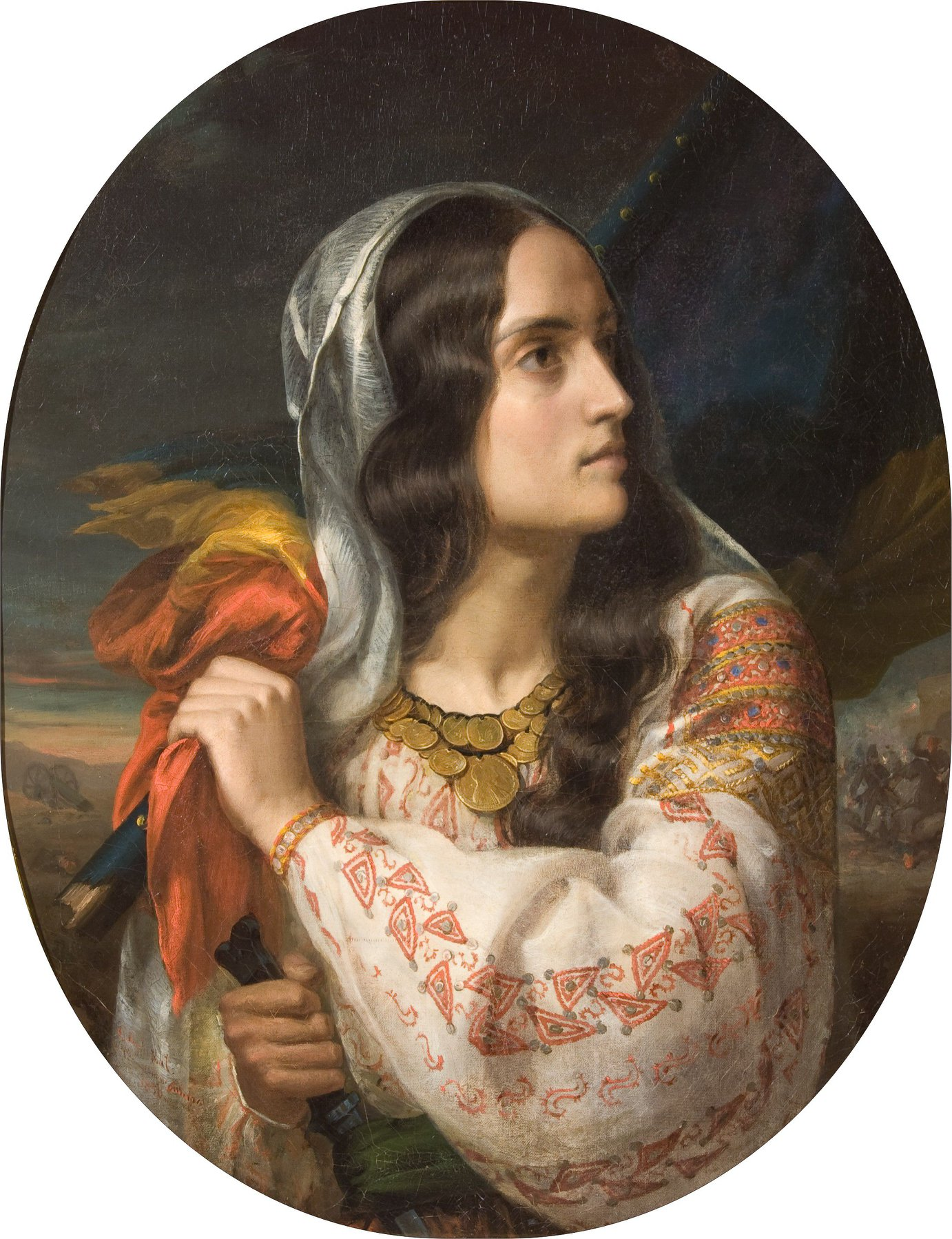
Romania rivoluzionaria (ritratto di Maria Rosetti)

Alla fine di settembre, dopo l'intervento delle truppe ottomane contro la rivoluzione, la maggior parte dei radicali fu arrestata e trasportata a bordo di piccole navi sul Danubio, per esiliarla in varie località. Rosenthal rese pubblica la sua richiesta di unirsi a loro, ma ricevette risposta che la protezione austriaca gli si applicava ancora e, sebbene avesse chiesto di essere visto come un valacco, gli fu negato il permesso di salire a bordo. Successivamente, lui e la moglie di Rosetti, Maria, seguirono le navi sulla costa da Giurgiu a Sviniţa, dove convinsero il sindaco austriaco a disarmare le guardie ottomane e consentire ai prigionieri di liberarsi.
Tornò a Budapest, che a quel tempo appoggiava ancora i rivoluzionari ungheresi nelle aree asburgiche, poi partì per Parigi nel maggio 1850 e successivamente si unì agli esuli rumeni nell'esecuzione di lavori di propaganda. I suoi dipinti più celebri, due personificazioni nazionali - România revoluţionară (Romania rivoluzionaria, che era anche un ritratto di Maria Rosetti) e România rupându-şi cătuşele pe Câmpia Libertăţii (Romania rompendo le sue catene sul campo della libertà) sono datate in questo periodo.

### Persecuzione e uccisione
Presto senza soldi, Rosenthal partì per la Svizzera, e visse per un po' alla fine del 1850 nella città di Porrentruy, prima di partire per Friburgo, poi Coira, nei primi giorni del 1851. A Graz fino a luglio, dove iniziò a ricevere attenzione da parte dei critici, decise di tornare in Valacchia nel tentativo di riaccendere il movimento radicale.
Il suo piano fu divulgato da spie della Seconda Repubblica francese (già sotto l'autorità del principe-presidente Louis-Napoléon Bonaparte), che leggeva la corrispondenza di Rosenthal a Parigi; gli austriaci arrestarono il pittore durante la sua presenza a BudaPest, citando le sue "dichiarazioni politiche imprudenti". Messo sotto pressione per rivelare i suoi legami e al suo rifiuto di conformarsi, Rosenthal fu torturato a morte; il suo corpo non fu mai restituito alla sua famiglia.

Nel 1878, Maria Rosetti scrisse un pezzo per la rivista Mama şi Copilul, in cui elogiò l'amico:

## Galleria d'immagini

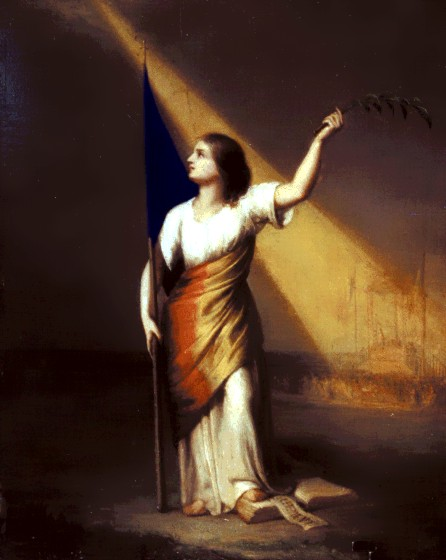
Romania Rompendo le sue catene sul campo della libertà
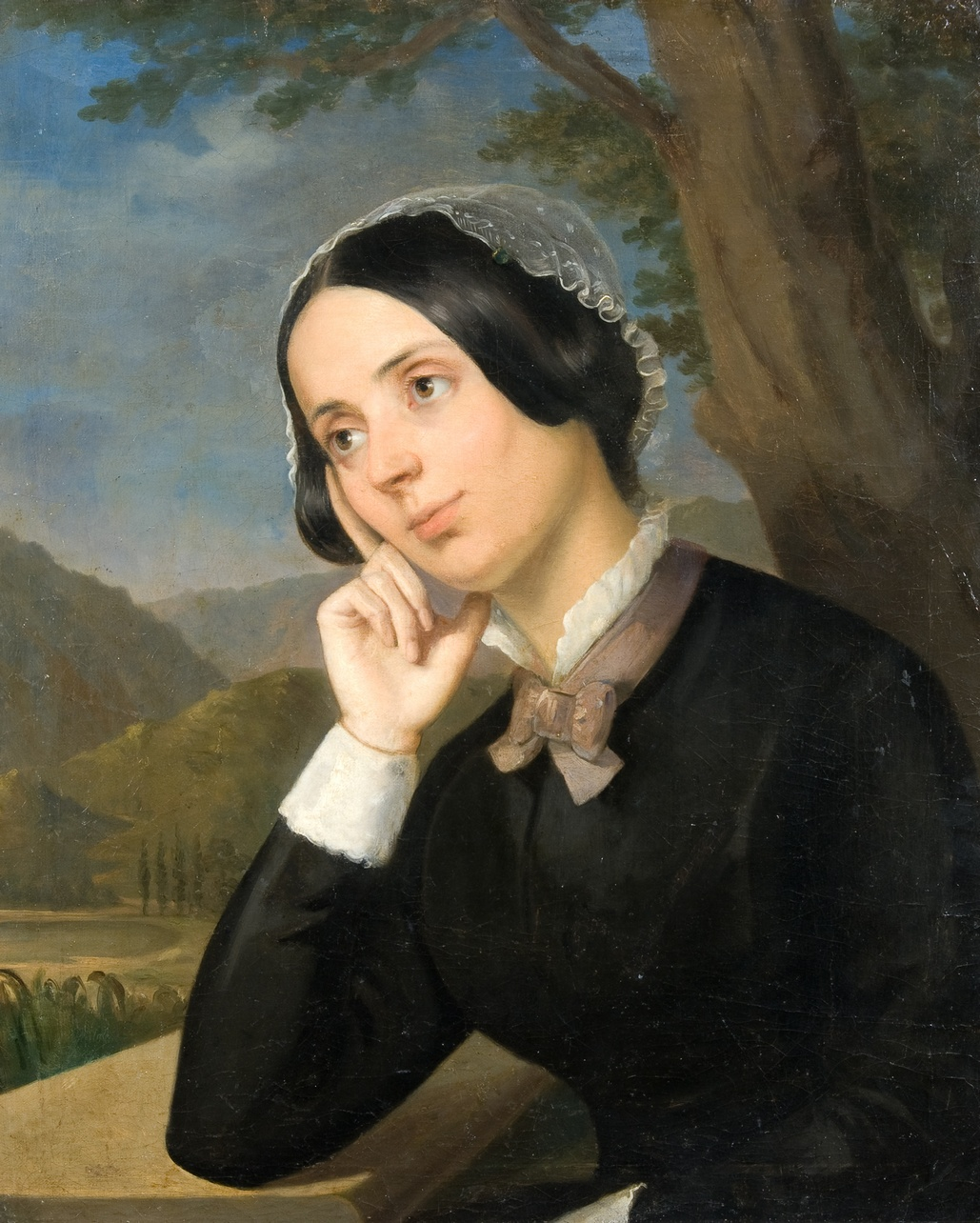
Ritratto di Maria Rosetti
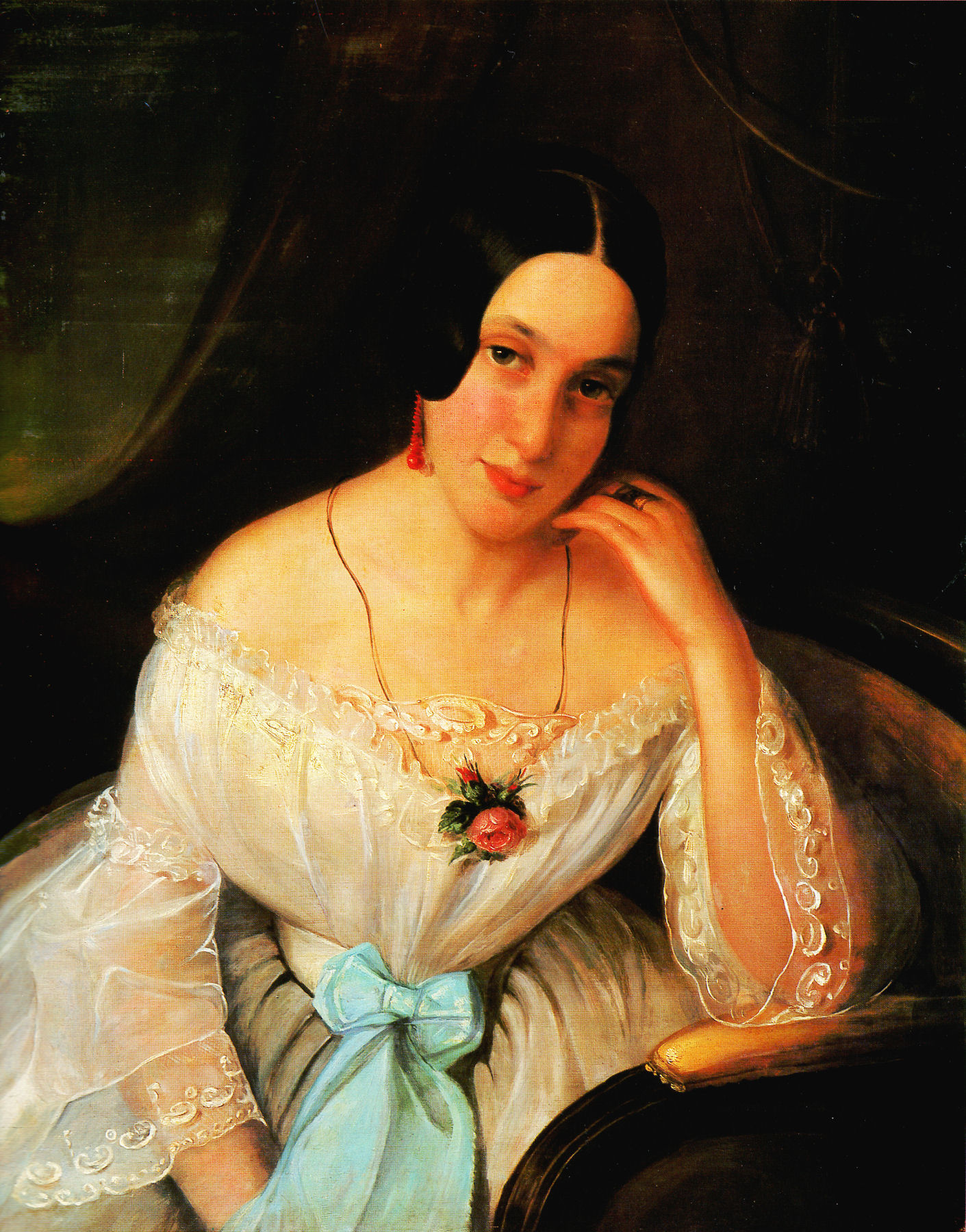
Ritratto di una donna (1844)
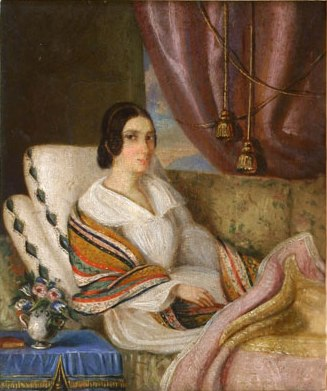
Convalescenza
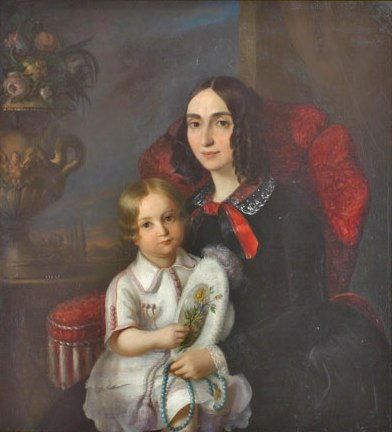
Anica Manu e suo figlio
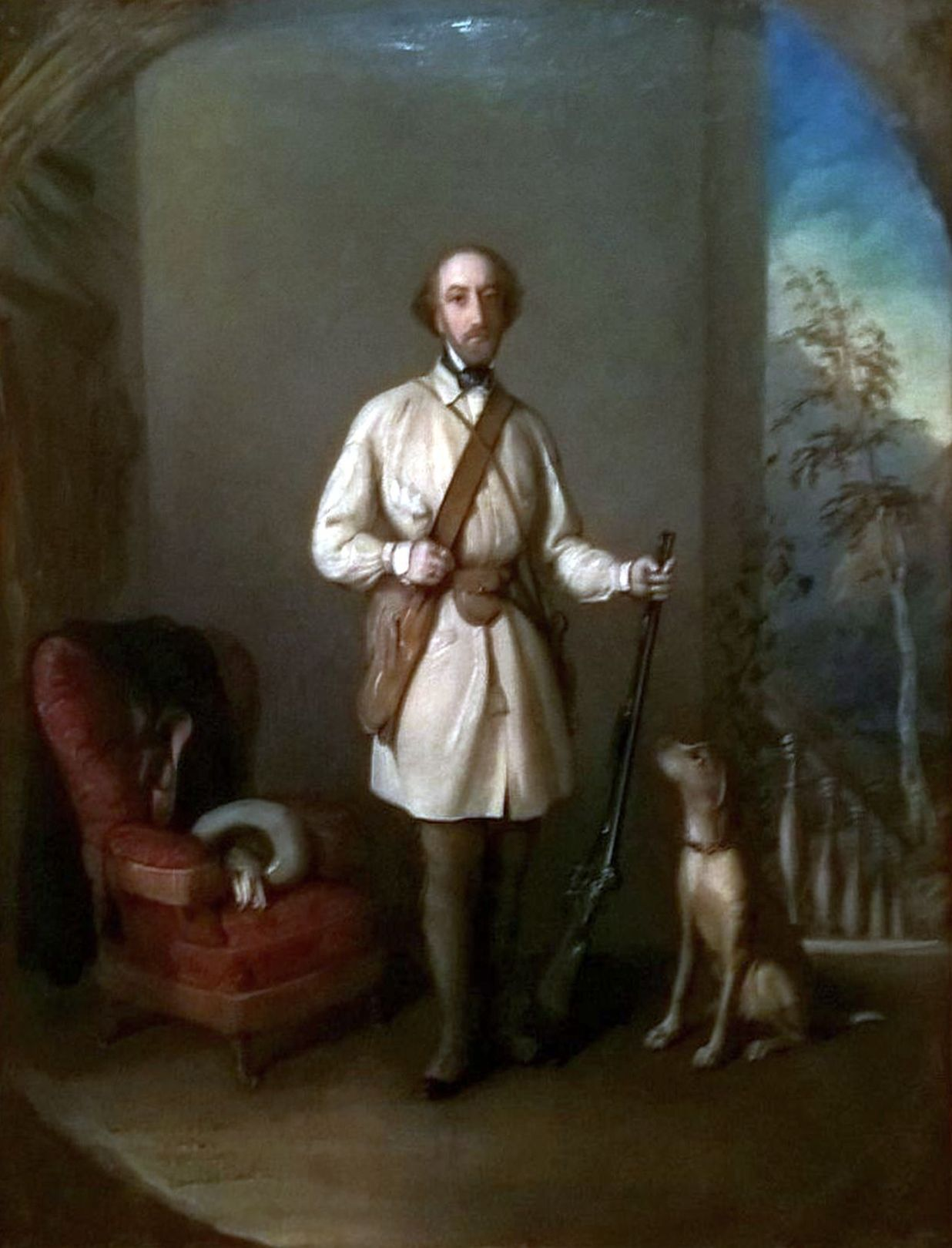
Ritratto di Nicolae Golescu
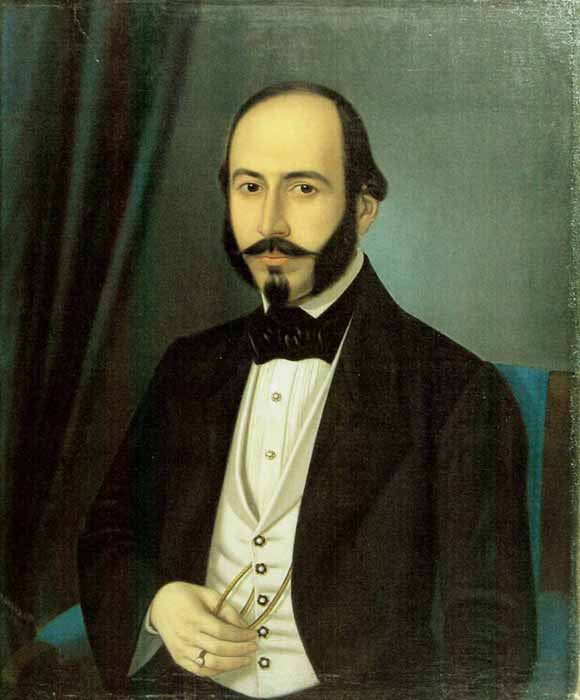
Ritratto di Teodor Arion
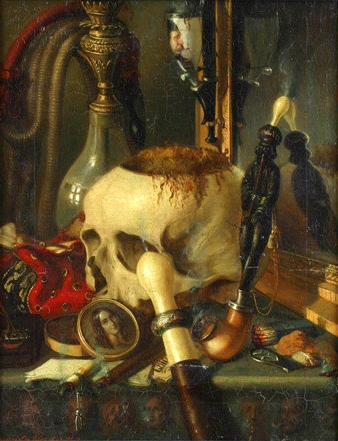
Vanità (1848)